# أسطورة أرض أخرى
 أسطورة أرض أخرى هي الرواية رقم 8 من سلسلة ما وراء الطبيعة التي تصدرها المؤسسة العربية الحديثة ضمن روايات مصرية للجيب للكاتب أحمد خالد توفيق تعد السلسلة أول سلسلة روايات عربية في أدب الرعب.

## أحداث الرواية
يتوقف رفعت إسماعيل مؤقتا عن سرد قصصه، ليحكى سالم قصته حيث أنه كان كاتبا مغمورا يعتمد على سرقة الروايات من الأدباء المغمورين، إلى أن يقابل فتاة تشبهه في كل شيء وتدعى سلمى، وتخبره أنها قادمة من كوكب آخر، وأنها باحثة كبيرة في كوكبها، وأنها لديها جهاز يدعى ناقل الجزيئات الذي يتيح لها التنقل بين آلاف الكواكب التي تشبه كوكب الأرض، ولكن يوجد دائما أختلافات فيما بينها.
و لكن يسرق الجهاز من قبل لص لا يعرف أهميته، فيبلغ سالم الشرطة ويعرض سالم على سلمى الزواج فتوافق، وبعد شهر تجد الشرطة الحقيبة ويذهب سالم وسلمى هناك، فتحاصرهم الشرطة بأسئلة كثيرة عن سر العملات الغريبة الموجودة في الحقيبة، وسر الجهاز الغريب، فيضطر سالم وسلمى إلى استخدام الجهاز للتنقل إلى أرض أخرى.
لينتقلا إلى أرض أخرى ولكنهما يكتشفا أن هذه الأرض لا تعرف أدنى شيء عن الفراعنة، بسبب أن نلسون دمر أسطول نابليون في البحر الأبيض المتوسط قبل أن يصل مصر، وبالتالى لا توجد الحملة الفرنسية التي اكتشفت حجر رشيد ليفك طلاسم اللغة الهيروغليفية، وبمساعدة صديق قديم مشابه للذى تركوه في كوكب الأرض يدعى د. محمود بكر استطاع سالم وسلمى أن يقابلا مسؤولين مهمين في مجال الآثار، ويبدأ سالم وسلمى الحديث لهم عن الفراعنة، ويبدأ هولاء المسؤولين عن أماطة اللثام عن تاريخ الفراعنة العظام.
و يصبح سالم وسلمى مشهوران في هذا العالم كما يصبحا من الأثرياء، ويبتعد سالم عن سلمى بسبب الشهرة، ولكنه يعود في يوم من الأيام ليجد أن سلمى أختطفتها عصابة تريد أن تعرف مكان كنوز للفراعنة التي لم يخبر بها المسؤولين، لكن سالم ينجح في الوصول إليهم وينجحان في الهرب لينطلقا إلى أرض أخرى ليعمل فيها سالم كاتبا ليحكى قصته، ويخبرنا بمغامرات أخرى.

## أبطال الرواية
- سالم وسلمى : توأم كوني يُمثل العامل الأساسي في خط درامي فرعي من السلسلة لا علاقة لرفعت إسماعيل به إلا من خلال الرسائل التي تصله من سالم.

## آراء ونقاش حول الرواية
- آراء القراء على موقع أبجد حول رواية أسطورة أرض أخرى
- لمعرفة المزيد من التفاصيل والآراء حول الموضوع راجع منتدى شبكة روايات التفاعلية